# Thierry Nottebohm
Thierry Guillaume Nottebohm, geboren als Diederich Wilhelm Nottebohm, (Bielefeld, 25 december 1787 - Berchem, 13 juli 1871) was een Belgisch edelman van Duitse origine.

## Geschiedenis
De gebroeders Johann Abraham (1783-1866) en Diederich Wilhelm (1787-1871) Nottebohm uit Bielefeld in Westfalen, zonen van Abraham Nottebohm en Johanna Moeller, kwamen zich in 1811 in Antwerpen vestigen en stichtten in 1817 in de Mutsaertstraat een belangrijke handelsfirma onder de naam Gebroeders Nottebohm. Ze importeerden vooral graan, rijst, koffie en leder uit Zuid-Amerika en Azië. In 1852 openden ze de eerste rijstpellerij in Antwerpen. 
Verschillende leden van deze familie deden belangrijke investeringen in de stad, de Academie, het Koninklijk Museum voor Schone Kunsten, de Erfgoedbibliotheek Hendrik Conscience en in de Antwerpse wijk Zurenborg. Een van de straten die door hen werden aangelegd en waarlangs ze grote ensembles van burgerhuizen in neoclassicistische stijl realiseerden, kreeg in 1883 de naam Nottebohmstraat.

## Levensloop
Dietrich Wilhelm Nottebohm (of Thierry Guillaume), de jongste en langstlevende van de twee broers, werd in 1861 opgenomen in de Belgische erfelijke adel, met de titel baron, overdraagbaar bij eerstgeboorte. Hij werd voorzitter van de Kamer van Koophandel van Antwerpen en consul-generaal van Denemarken.
Hij trouwde in 1812 met Marianne Primavesi (Münster, 1792 - Berchem, 1870) en ze kregen drie zoons en een dochter. Twee zoons, Edouard en André, zorgden voor (beperkt) nageslacht.

## Edouard Nottebohm
Abraham Edouard Nottebohm (1813-1886), viceconsul van Denemarken, trouwde in 1852 met Hortense de Wael (1822-1858) en in 1861 met Isabelle de Wael (1814-1900), zus van Hortense. Ze kregen een zoon die vrijgezel bleef, en een dochter.

## André Nottebohm
François Joseph André Gaspard Nottebohm (1816-1888) trouwde in 1861 met Maria Amalia Siglinda, genaamd Maria of Linda van/von Laer (1836-1907). Ze kregen acht kinderen. Linda van Laer had vastgesteld dat de voorzieningen voor huidpatiënten in de Antwerpse ziekenhuizen ondermaats waren en in 1899 richtte ze in de Briartstraat een dermatologische kliniek op, die ze volledig zelf financierde en waar ze de leiding van nam. Architect Joseph Bascourt ontwierp in 1899-1900 de plannen van het Hôpital Dermatologique Nottebohm en de ziekenzorg werd toevertrouwd aan de Antwerpse Congregatie van Gasthuiszusters-Augustinessen. De gebouwen zijn nog steeds aanwezig en doen dienst vanaf 1976 als revalidatiecentrum en vanaf 1980 als rusthuis, woon- en zorgcentrum en nog steeds als medisch centrum. 
De kinderen uit dit huwelijk waren onder meer:
- Arthur Nottebohm (1863-1927), die in 1908 trouwde in Buenos Aires met Olga Paats (1877-1964). Ze hadden drie zoons die voor afstammelingen zorgden in Argentinië.
- Oscar Nottebohm (1865-1935), zette de traditie van mecenaat en filantropie binnen de familie verder door een groot deel van de persoonlijk kunst- en boekencollectie aan de Stad Antwerpen te schenken. Hierdoor zijn vele stuks nu te vinden in de Antwerpse musea. Uit dankbaarheid werd meest prestigieuze zaal van de Erfgoedbibliotheek Hendrik Conscience, de Nottebohmzaal, in 1936 naar hem vernoemd. Een glasraam met het wapenschild van de familie Nottebohm werd in 1937, gelijktijdig met een tentoonstelling in de Stadsbibliotheek ter ere van Oscar en diens schenkingen aan de stad Antwerpen, in het Antwerpse stadhuis onthuld.[1]
- Augusta Nottebohm (1870-1950), volgde haar moeder Linda van Laer op aan het hoofd van de Nottebohmkliniek.
- Ferdinand Otto Nottebohm (1876-1943) trouwde in Antwerpen in 1904 met Marie Kreglinger (1884-1919). Ze hadden twee zoons.
  - René Nottebohm (1907-1983) verkreeg in 1975 de titel baron, overdraagbaar bij eerstgeboorte. Hij trouwde in 1933 met Anita Dekkers (1911-2004). Met enkele afstammelingen tot heden.